# 2003년 대한민국의 영화
다음은 2003년에 대한민국의 영화에 관한 서술한다.

## 흥행 주요 기록
흥행 당시에 1위 〈실미도〉가 한국 영화 사상 최초로 관객수 전국 1,108만명을 넘었다. 앞서 2위 〈살인의 추억〉(525만명), 3위 〈동갑내기 과외하기〉(493만명), 4위 〈스캔들-조선남녀 상열지사〉 (352만명), 5위 〈올드보이〉(326만명), 6위 〈오! 브라더스〉 (314만명), 7위 〈장화, 홍련〉 (314만명), 8위 〈황산벌〉(277만명), 9위 〈선생 김봉두〉(247만명), 10위 〈첫사랑 사수궐기대회〉 (233만명) 등은 흥행이 차지하였다.

## 이벤트 및 수상
- 제39회 백상예술대상
- 제7회 부천국제판타스틱영화제
- 제8회 부산국제영화제
- 제40회 대종상 영화제
- 제23회 한국영화평론가협회상
- 제24회 청룡영화상
- 제26회 황금촬영상
- 송년호 발행 : 씨네21 영화상

## 같이 보기
- 2003년 영화
- 대한민국의 영화